# PBworks
O PBworks (antes conhecido por PBwiki) é uma ferramenta eletrônica comercial para construção de páginas web de fácil manejo e uso por usuários leigos. Ela permite que múltiplos usuários editem e alterem seu conteúdo através de um sistema de múltiplas autenticações simultâneas. A empresa opera em uma base freemium, em que os recursos básicos são oferecidos livremente e os recursos avançados requerem o pagamento de mensalidade ou anualidade.
Os "workspaces" criados podem ser públicos ou privados, podendo remeter a outros sites; e seu funcionamento é em grande parte semelhante ao de hospedagem de um blogs. Destinam-se a construção e edição de páginas da web, além da elaboração, edição e armazenamento de arquivos; tudo pode ser feito de forma colaborativa.

## História
Foi criado por David Weekly, tendo Ramit Sethi e Nathan Schmidt se juntado ao mesmo pouco depois, como co-fundadores. Tem sede em San Mateo, California, e seu nome originou-se da ideia central por trás do site, que é a de tornar o trabalho colaborativo em forma de wikis algo tão simples quanto fazer um sanduíche de pasta de amendoim ("peanut butter").
Em junho de 2008 a empresa contratou Jim Groff, um antigo funcionário da Oracle Corporation e da Apple Inc., para ser seu novo CEO. David Weekly, o antigo CEO e fundador, ainda permanece, no entanto, como seu presidente.
O site foi formalmente inaugurado em junho de 2005, e, em 48 horas, mais de 1000 "workspaces" foram criados. Hoje ele contém mais de 1 milhão de "workspaces", quase 7 milhões de páginas e 3,4 milhões de arquivos enviados por seus usuários.

## Uso na área da Educação
Dada a crescente difusão de modalidades de educação à distância, torna-se cada vez maior a buscar por ferramentas que permitam, de forma simples, o trabalho colaborativo entre alunos, tutores e professores. O PBworks então, se insere no contexto educacional como uma ferramenta de fácil manejo, exigindo poucos conhecimentos técnicos, e permitindo a interação dinâmica entre seus membros através de páginas da web construídas para este fim em questão de poucos minutos.

## Limitações
A empresa oferece uma versão gratuita, com recursos limitados, e outras versões pagas, com recursos mais avançados. A versão gratuita se limita a 100 usuários com poderes de edição (não há limite de usuários permitidos a simplesmente acessar as páginas e arquivos), e 2 GB de espaço de armazenamento.

## Mudança de nome
Em 29 de abril de 2009, o site, até então chamado PBwiki, mudou seu nome para PBworks, lançando também uma nova versão paga para a área jurídica.